# Zvezda (chaîne de télévision)
Pour les articles homonymes, voir Zvezda.
Zvezda (En russe : Звезда, l'Étoile) est un réseau de télévision en Russie de portée nationale détenu par l'État russe et géré par le ministère russe de la Défense. Depuis janvier 2008, le PDG de Zvezda est Grigory Krichevsky, auparavant connu pour son travail sur la chaîne NTV de Vladimir Goussinski à la fin des années 1990. Le nom officiel de la chaîne, tel qu'enregistré auprès de l'autorité de régulation des médias de l'État Roskomnadzor, est Compagnie nationale de télévision "Zvezda" (NTK ZVEZDA) (Национальная телевизионная компания Звезда, Natsional'naya televizionnaya kompaniya Zvezda).
La programmation de la chaîne se compose principalement d'émissions d'information et d'analyse consacrées à l'histoire, à la culture, à la science et au sport, ainsi que de programmes éducatifs (histoire des armes, etc.). Les problèmes de l'armée russe, de son développement et de ses perspectives, ainsi que les problèmes de la vie politique et culturelle en Russie sont abordés.
Depuis le 9 mai 2005, la programmation de la chaîne Zvezda comprend des films artistiques, des documentaires, des émissions sur les Forces armées de la fédération de Russie, des talk-shows, des programmes scientifiques et populaires, des émissions d'actualité et des programmes pour enfants.
En 2019, l'audience de la chaîne atteint 12 % en moyenne sur le territoire russe.

## Histoire
En 1998, la Télévision centrale et le studio de radio du ministère de la Défense russe remporte l'appel d'offres pour diffuser la chaîne. Le 17 juillet 2000, la chaîne Zvezda obtient une licence de diffusion.
La chaîne Zvezda commence à diffuser pour la première fois le 20 février 2005 sur le canal 57 UHF à Moscou. La particularité de la chaîne réside dans la diffusion de programmes sur des thèmes patriotiques : programmes d'information et d'analyse, ainsi que films soviétiques et russes. Le premier jour de diffusion de la chaîne, un film documentaire sur le travail des unités de pompiers est présenté, et jusqu'au 9 mai 2005, la diffusion est limitée aux soirées.
Dès le début de la diffusion de la chaîne, le logo principal est une étoile, en accord avec le thème et le nom de la chaîne. Ce logo est modernisé à plusieurs reprises : en 2007, 2008, 2011, 2014 et 2015.
Le 9 mai 2005, jour du 60e anniversaire de la Victoire dans la Grande Guerre patriotique, la chaîne Zvezda passe à une diffusion 24 heures sur 24. La diffusion sur le territoire russe commence en 2006, la diffusion sur la plateforme satellite NTV-Plus commence en 2007, et en 2009, Zvezda obtient le statut de chaîne fédérale.
En septembre 2012, il est révélé que la chaîne Télévision publique de Russie (OTR) reportera la diffusion du 1er janvier au 19 mai 2013 et qu'elle ne diffusera pas sur la fréquence de Zvezda.
Le 14 décembre 2012, la chaîne Zvezda rejoint le deuxième multiplex de télévision numérique de Russie. La chaîne dispose alors d'une seule position pour le concours.
Le 31 décembre 2014, afin d'organiser un système unique de distribution de la chaîne, le contrat avec les partenaires régionaux prend fin.
Le 1er septembre 2015, la chaîne Zvezda passe à une diffusion en format large 16:9.
Le 23 février 2021, la société Téléradio Zvezda, qui fait partie du groupe médiatique Krasnaya Zvezda, lance une nouvelle chaîne Zvezda Plus, disponible dans les réseaux de télévision par câble et satellite. La distribution exclusive de la chaîne est assurée par le holding Red Media (qui fait partie du groupe GPM KIT (Cinéma. Internet. Télévision. Production, distribution) au sein de Gazprom-Media).

## Controverses
Zvezda se décrit comme une chaîne "patriotique" et est considérée comme l'une des chaînes d'information les plus sensationnalistes et anti-occidentales en Russie. Elle est réputée pour publier des nouvelles biaisées favorisant le gouvernement russe et blanchissant les crimes soviétiques du passé. Elle a publié plusieurs articles de presse controversés, par exemple, :
- Les provocations militaires finlandaises ont déclenché la guerre d'Hiver contre l'Union soviétique
- La Tchécoslovaquie devrait être reconnaissante pour l'invasion soviétique de la Tchécoslovaquie en 1968[11]. Après que cette publication a provoqué une controverse significative en République tchèque, Dmitry Medvedev s'est désavoué de l'article, déclarant qu'il ne reflète pas la déclaration officielle russe exprimée en 1993 ou 2006[12].

En 2014-15, Zvezda emploie Graham Phillips, un journaliste britannique accusé de promouvoir le récit russe dans la guerre du Donbass (2014-2022) et qui est interdit d'entrée en Ukraine pour son travail. StopFake rapporte que Phillips a reçu une médaille du Service des gardes-frontières russes, une branche du FSB, une agence de renseignement russe. Ils rapportent que Zvezda a publié un article en juillet 2015 sur l'avion MH17 abattu au-dessus de l'Ukraine en 2014 par des combattants pro-russes, utilisant la vidéo et le témoignage de Phillips pour affirmer que l'avion a en réalité été abattu par des avions ukrainiens.
En mars 2023, la chaîne aurait coupé un extrait, publié sur Telegram, dans lequel le ministre de la Défense Sergueï Choïgou ne répond pas à une question d'un journaliste de Zvezda concernant les négociations de paix de 2022 entre l'Ukraine et la fédération de Russie.

## Sanctions
Le gouvernement ukrainien sanctionne Zvezda le 21 mai 2021, avec un rapport officiel qualifiant la chaîne de produire « un contenu d'actualité conforme à la politique du Kremlin pour justifier les actions de la Russie ».
En octobre 2022, le gouvernement canadien sanctionne Zvezda dans le cadre de l'invasion de l'Ukraine par la Russie. En juin 2023, l'Union européenne ajoute Zvezda à sa liste de sanctions,.
Le 23 juin 2023, la chaîne est ajoutée à la liste des chaînes bannies de tous les pays de l'Union européenne pour son soutien aux actions qui compromettent et menacent l'intégrité territoriale, la souveraineté et l'indépendance de l'Ukraine. L'Union européenne note que la chaîne soutient et promeut les forces armées russes, et diffuse de la désinformation et de la propagande sur la guerre d'agression de la Russie contre l'Ukraine,.

## Diffusion terrestre
La chaîne Zvezda fait partie du deuxième multiplex de télévision numérique de Russie.
Elle assure sa propre diffusion analogique jusqu'au 14 octobre 2019. Actuellement, elle diffuse en analogique dans plusieurs villes sur les fréquences des chaînes régionales partenaires (TV Donskoy, Terra/OTV, Nouveau Siècle, TBS, Tu-52). En juin 2022, la chaîne reprend la diffusion gratuite sur le territoire de la région de Kherson en Ukraine,.

## Direction

### Directeurs généraux
- Sergey Savushkin (2005—2007)[25]
- Ilya Udachin (2007)[26]
- Grigory Krichevsky (2007—2013)[27],[28]
- Alexey Pimanov (depuis 2013 en tant que président du groupe médiatique Krasnaya Zvezda)[29]

### Directeurs commerciaux
- Artem Chefranov (2005—2007)[30]
- Alexander Inozemtsev (2007—2011)[31]
- Andrey Yakovlev (2011—2012)[32]
- Ilya Astakhov (depuis 2012)[33]

### Producteurs généraux
- Andrey Razbash (2005—2006)
- Sergey Kostin (2007—2008, 2012—2015)[34]
- Boris Yanovsky (depuis 2015)

### Chefs du service de l'information
- Alexander Poklad (2006—2008)[35]
- Vyacheslav Kriskievich (2009—2012)[36]
- Maxim Dodonov (2014—2018 en tant que directeur adjoint)

### Compositeurs
- Anton Batagov (2007—2009)
- Stanislav Kurbatsky

## Programmes
- Военные новости (depuis 2015)
- Военная приёмка (depuis 2014)
- Главное с Olga Belova (depuis 2019)
- Главный час (depuis 2022)
- Десять фотографий (depuis 2017)
- Загадки века с Sergey Medvedev (depuis 2016)
- Задело! (2014, depuis 2016)
- Здравствуйте, товарищи! (depuis 2022)
- Код доступа с Pavel Vedenyapin (depuis 2017)
- Кремль-9 (depuis 2019)
- Круиз-контроль (depuis 2020)
- Легендарные матчи (depuis 2021)
- Легенды армии с Alexander Marshal (depuis 2015)
- Легенды кино с Andrey Chernyshov (depuis 2016)
- Легенды космоса с Andrey Barilo (depuis 2016)
- Легенды музыки с Darya Vesta (depuis 2015)
- Легенды цирка с Edgard Zapashny (depuis 2014)
- Легенды телевидения (depuis 2019)
- Между тем с Natalia Metlina (depuis 2018)
- Морской бой (depuis 2019)
- Музыка+ (depuis 2022)
- Не факт (depuis 2015)
- Nouvelle étoile
- Новости дня (anciennement Nouvelles) (depuis 2006)
- Новости недели с Yuri Podkopaev (depuis 2015)
- Открытый эфир (depuis 2018)
- Главный день (anciennement Dernier jour) (depuis 2015)
- Сегодня утром (depuis 2016)
- Секретные материалы avec Andrey Lugovoy (depuis 2019)
- Скрытые угрозы avec Nikolai Chindyaykin (depuis 2018)
- Sluju Rossii! (depuis 2005)[37]
- Специальный репортаж (depuis 2015)
- СССР. Знак качества (depuis 2019)
- Улика из прошлого (depuis 2016)
- Vyacheslav Fetisov (depuis 2016)
- Часовые памяти (depuis 2011)
- Юная звезда (depuis 2018)